# Lucille Wilcox Joullin
Pour les articles homonymes, voir Wilcox et Joullin.
Lucille Wilcox Joullin  (1876-1924) est une peintre américaine connue pour ses paysages de la Californie et ses représentations des Indiens Pueblos du Nouveau-Mexique.

## Biographie
Lucille (ou Lucile) Wilcox Joullin Benjamin est née à Genesco dans l'Illinois le 6 septembre 1876. Elle a travaillé avec John Vanderpoel à l'Art Institute of Chicago. En 1894, elle s'installe à San Francisco. D'abord mariée à l'artiste Jules Mersfelder, elle se marie plus tard au peintre Amédée Joullin en 1907. Le couple part à Paris en 1907 et ne revient à San Francisco qu'en 1909. À la mort de son mari en 1917, elle épouse en troisièmes noces Edward H. Benjamin, un ingénieur des mines. Elle passe de longues périodes au Nouveau-Mexique. Elle vécut à San Francisco jusqu'à sa mort le 5 juin 1924.

## Expositions
- San Francisco Art Ass'n, 1905.
- Mark Hopkins Institute, 1906.
- Sketch Club (San Francisco), 1906.
- Paris Salon, 1908.
- Rabjohn & Morcom (San Francisco), 1915 (solo).
- Kanst Galleries (Los Angeles), 1923.

## Collections
- Southwest Museum. Los Angeles.